# Iota Ceti
Désignations
Iota Ceti est une étoile de la constellation de la Baleine. Son nom traditionnel est Deneb Kaitos Shemali (ذنب قيطس الشمالي - dhanab qayṭas ash-shamālī, signifiant queue septentrionale du monstre marin), avec les variantes Deneb Kaitos Al Shamaliyy et Deneb al' Shemali.